# إيدبوختير (آيت توايا)
إيدبوختير هو دُوَّار يقع بجماعة أمرزڭان، إقليم ورززات، جهة درعة تافيلالت في المملكة المغربية. ينتمي الدوّار لمشيخة آيت توايا التي تضم 13 دوار. يقدر عدد سكانه بـ 134 نسمة حسب الإحصاء الرسمي للسكان والسكنى لسنة 2004.

## روابط خارجية
- البوابة الوطنية للجماعات الترابية
- المندوبية السامية للتخطيط